# Aphelandra terryae
Aphelandra terryae là một loài thực vật có hoa trong họ Ô rô. Loài này được Standl. mô tả khoa học đầu tiên năm 1940.